# White X'mas
White X'mas(화이트 크리스마스)는 일본의 아이돌 그룹 KAT-TUN의 8번째 싱글이다.

## 개요
초회 한정반과 기간 한정반(통상반) 2종류로 발매했다.

## 대한민국 발매
대한민국에 처음 정식 발매된 KAT-TUN의 싱글이다. 2종류 모두 발매되었으며, 기간 한정으로 12월 31일까지만 판매되었다.

## 수록곡

### 초회 한정반(CD+DVD)
CD
1. White X'Mas

DVD
1. White X'Mas (Video Clip + Making)

### 기간 한정반
1. White X'Mas
2. White X'Mas (Original Karaoke)

## 판매량
| Chart                       | 순위 | 판매량    |
| --------------------------- | ---- | --------- |
| 오리콘 주간 싱글 차트       | 1위  | 250,106장 |
| 오리콘 월간 싱글 차트(12월) | 1위  | 277,858장 |
| 오리콘 연간 싱글 차트       | 24위 | 250,106장 |
| 총 판매량                   |      | 291,184장 |